# بيير بلوم
بيير بلوم (بالفرنسية: Pierre Blum)‏  (و. 1904 – 2002 م) هو لاعب الضامة ‏، من فرنسا، توفي في باريس، عن عمر يناهز 98 عاماً.